# HMS Royal Oak (1674)
La HMS Royal Oak era un vascello di terza classe da 74 cannoni della Royal Navy, costruita da Jonas Shish a Deptford Dockyard e varata nel 1674. Smantellata secondo le proposte integrative del 1733 relative alle disposizioni del 1719 fu nuovamente varata il 29 agosto 1741. Fu la seconda di una serie di navi varate dalla Royal Navy denominata HMS Royal Oak.

## Storia
La HMS Royal Oak una delle sole tre navi della Royal Navy ad essere equipaggiata con il cannone navale Rupertinine. La vita a bordo di lei durante la crociera nel Mar Mediterraneo nel 1679 fu descritta nel suo diario da Henry Teonge.
Fu ricostruita a Chatham Dockyard nel 1690 come vascello di terza classe da 70 cannoni.
Il 24 agosto 1704, durante la Guerra di successione spagnola, la HMS Royal Oak partecipò alla battaglia di Vélez-Málaga, nella divisione centrale della flotta combinata anglo-olandese sotto l'ammiraglio George Rooke.
Fu ricostruita una seconda volta a Woolwich Dockyard, rivarata il 14 maggio 1713 come nave di terza classe da 70 cannoni costruita nel 1706. Combatté contro lo squadrone di Claude de Forbin durante la battaglia di Beachy Head fu attaccata da La Mars di Claude de Forbin. La nave, perforata nella chiglia e con l'acqua che ormai invadeva gli ambienti interni, riuscì a fuggire a riva e venne poi portata ai Downs, il giorno successivo.
Fu anche presente nella Battaglia di Capo Lizard. Sia a Beachy Head che a Capo Lizard le navi inglesi andarono incontro a una cocente sconfitta inflitta i entrambi i casi da Claude de Forbin ed in entrambi i casi l'HMS Royal Oak fu l'unica nave da battaglia a sfuggire alla cattura o alla distruzione.
Sotto il comando del capitano Thomas Kempthorne, la Royal Oak prese parte alla Battaglia di Capo Passero l'11 agosto 1718 nella flotta dell'ammiraglio George Byng.
L'8 marzo 1737 ricevette l'ordine di essere fatta a pezzi a Plymouth e ricostruita dalla Peirson Lock come nave da 70 cannoni secondo le proposte integrative del 1733 relative alle disposizioni del 1719. Fu rivarata il 29 agosto 1741. Il capitano Philip Vincent assunse il comando e la nave fu assegnata al Mediterraneo con lo squadrone del contrammiraglio Richard Lestock. A Vincent successe il capitano Edmund Willams, il capitano Charles Long e infine il capitano James Hodsall.

### La nave prigione
La HMS Royal Oak nel 1756 fu convertita in nave prigione a Plymouth. La nave fu teatro di un incidente nel gennaio 1759 in cui un prigioniero francese, Jean Manaux, avvertì il direttore che i suoi compagni di prigionia stavano falsificando i lasciapassare. I suoi compagni di prigionia lo scoprirono e, il 25 gennaio, lo trascinarono in una parte remota della nave dove gli diedero circa 60 colpi con un grosso ditale di ferro legato a una corda, poi lo picchiarono a morte dopo che aveva lottato per liberarsi dalle sue catene. Il suo corpo fu smembrato nel tentativo di disfarsene. Durante un'inchiesta a terra il giorno successivo, uno dei prigionieri fornì informazioni sull'omicidio, che portò all'impiccagione di Charles Darras, Louis Bourdec, Fleurant Termineu, Pierre Pitroll e Pierre Lagnal il 25 aprile a Exeter.
Il Royal Oak fu demolito nel 1763.